# Noseana
La noseana és un mineral de la classe dels silicats (tectosilicats) que pertany al grup sodalita. Va ser descoberta l'any 1815 a la regió volcànica d'Eifel, a l'estat de Renània-Palatinat (Alemanya). Martin H. Klaproth li va posar el nom en honor del físic, químic i mineralogista alemany Karl Wilhelm Nose (1753-1835).

## Característiques
La noseana és un alumino-tectosilicat amb anió addicional de sulfat, del tipus feldspatoide, amb catió de sodi hidratat. Pertany al grup sodalita de minerals. Cristal·litza en el sistema cúbic formant cristalls dodecahedrals, tot i que també s'hi troba de manera granular i massiva. La seva duresa a l'escala de Mohs és de 5,5, i la seva fractura és concoidal. Es pot confondre amb haüyna de color pàl·lid. La noseana de color blau brillant es confon fàcilment amb la latzurita.
Segons la classificació de Nickel-Strunz, la noseana pertany a «09.FB - Tectosilicats sense H₂O zeolítica amb anions addicionals» juntament amb els següents minerals: afghanita, bystrita, cancrinita, cancrisilita, davyna, franzinita, giuseppettita, hidroxicancrinita, liottita, microsommita, pitiglianoïta, quadridavyna, sacrofanita, tounkita, vishnevita, marinellita, farneseïta, alloriïta, fantappieïta, cianoxalita, balliranoïta, carbobystrita, depmeierita, kircherita, bicchulita, danalita, genthelvita, haüyna, helvina, kamaishilita, lazurita, sodalita, tsaregorodtsevita, tugtupita, marialita, meionita i silvialita.

## Formació i jaciments
Es forma en fonolites (roques volcàniques alcalines) deficients en silici. Sol trobar-se associada a altres minerals com: sanidina, mica, leucita, magnetita, ilmenita, titanita o zircó.